# Thraszón
Thraszón (Kr. e. 4. század) görög szobrász.

## Élete
Bronzszobrokat készített, idősebb Plinius szerint atléták, harcosok, vadászok és áldozók szobrait. Sztrabón említi néhány művét, amelyek az Epheszoszi Artemisz-templom mellett voltak láthatóak. Művei nem maradtak fenn, római másolataik sem ismeretesek.